# Mieczysław Bazewicz
Mieczysław Bazewicz (ur. 27 sierpnia 1927 w Wiśniewie, zm. 15 października 2008) – polski inżynier łączności, informatyk. Od 1988 r. profesor na Wydziale Informatyki i Zarządzania Politechniki Wrocławskiej.

## Życiorys
W latach 1955-1958 był kierownikiem zakładu we wrocławskim oddziale Instytutu Łączności. W 1957 ukończył studia z zakresu elektrotechniki na Politechnice Wrocławskiej. W latach 1959–1966 był dyrektorem technicznym i głównym inżynierem we Wrocławskich Zakładach Elektronicznych Elwro, w latach 1966-1970 dyrektorem Przemysłowego Instytutu
Informatyki i Pomiarów we Wrocławiu. Równocześnie w 1963 obronił w Wyższej Szkole Ekonomicznej we Wrocławiu pracę magisterską z ekonomii, a w 1969 obronił tam pracę doktorską. od 1972 pracował na Politechnice Wrocławskiej, w latach 1972-1981 w Instytucie Cybernetyki, w latach 1981-1997 w Instytucie Sterowania i Techniki Systemów (pod tą nazwą od sierpnia 1982, od października 1981 był to Zakład Podstawowych Problemów Techniki, od maja 1982 Zakład Sterowania i Techniki Systemów), gdzie od sierpnia 1982 kierował Zakładem Systemów Informatycznych. W 1984 uzyskał na Uniwersytecie Technicznym w Magdeburgu stopień doktora habilitowanego. W 1988 otrzymał tytuł profesora nadzwyczajnego. 
Był odznaczony Złotym Krzyżem Zasługi (1962), Krzyżem Kawalerskim (1977) i Krzyżem Oficerskim Orderu Odrodzenia Polski.
Pochowany na Cmentarzu św. Wawrzyńca we Wrocławiu.

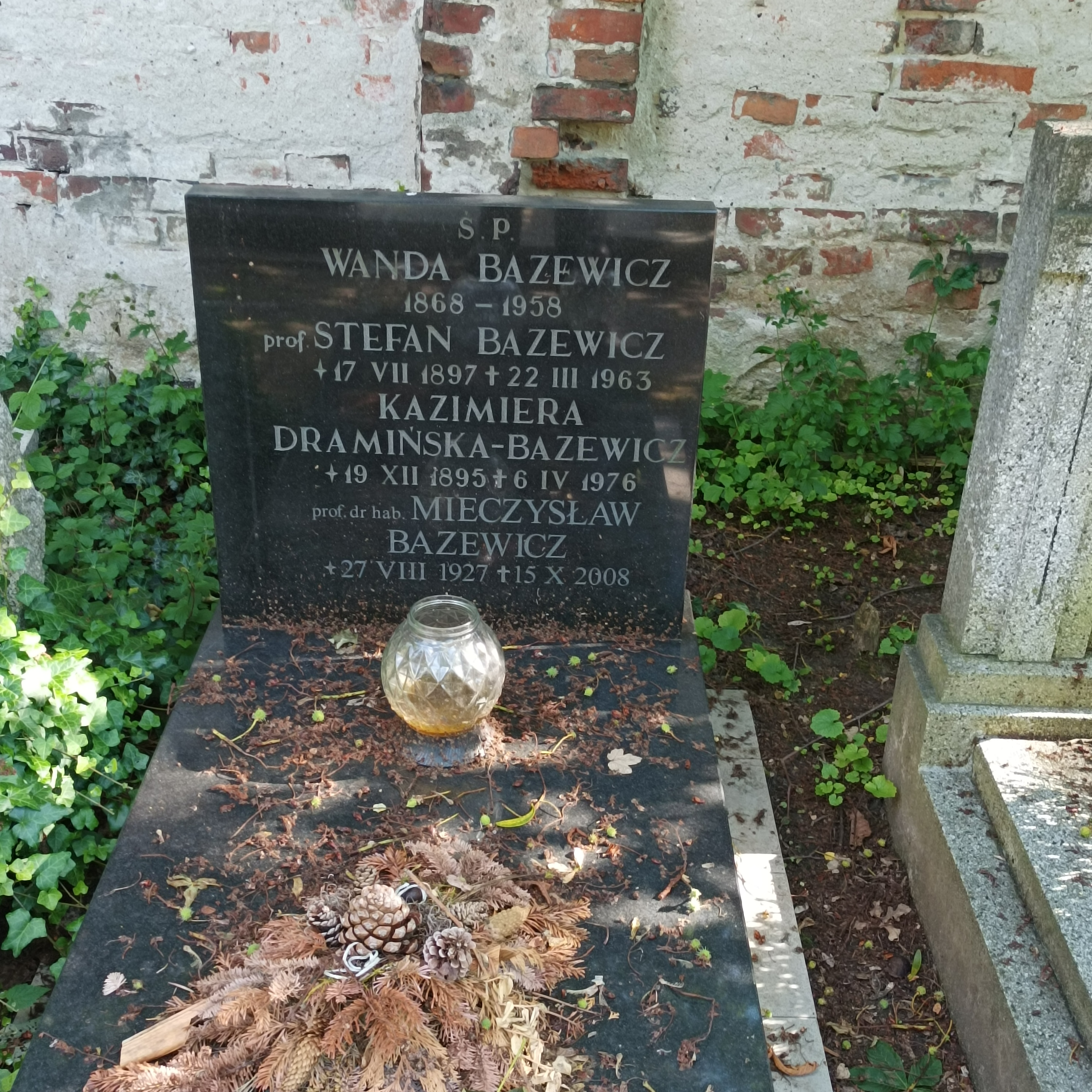
Grób prof. Mieczysława Bazewicza na cmentarzu św. Wawrzyńca we Wrocławiu